# Emilio Oribe
Emilo Oribe (Melo, 1893. – Montevideo, 1975.) bio je urugvajski pjesnik, esejist, prevoditelj, filozof i liječnik.
Studirao je društvene znanosti i humanistiku na Fakultetu humanističkih znanosti Republičkog sveučilišta u Montevideu. Kasnije je 15. godinea na istom fakultetu radio i kao naučavatelj filozofije i humanističkih znanosti, a od 1958. do 1959. i kao dekan tog fakulteta. Na mjestu dekana naslijedio ga je znanstvenik i ekolog Rodolfo Tálice.
Kao pjesnik je pisao pjesme i eseje pod utjecajem avangarde.
U svom filozofskom radu proučavao je idealizam, a i samoga sebe je smatrao idealistom te je svoju osobnost opisivao preko aforizama.
Surađivao je s američkim sveučilištima Yale i Kalifornijskim državnim sveučilištem.

## Djela

### Pjesme
- Alucinaciones de belleza (1912.)
- El nardo del ánfora (1915.)
- El castillo interior (1917.)
- El halconero astral (1919.)
- El nunca usado mar (1922.)
- La colina del pájaro rojo (1925.)

### Eseji
- Poética y plástica (1930.)
- Teoría del «nous» (1934.)
- El mito y el logos (1945.)
- Ars magna (1960.)